# Toni Tennille

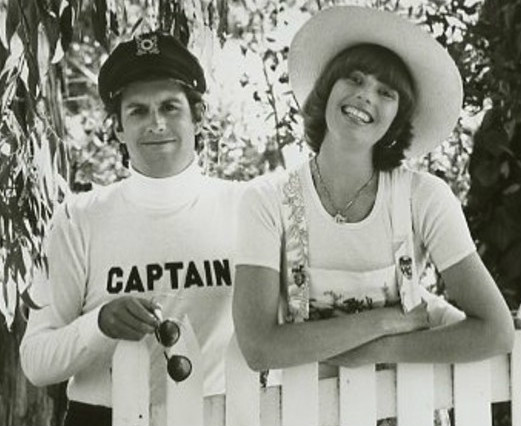
Captain & Tennille 1976.

Cathryn Antoinette "Toni" Tennille, född 8 maj 1940 i Montgomery, Alabama, är en amerikansk sångerska och låtskrivare framförallt associerad med musikgruppen Captain & Tennille som hade stora framgångar under det sena 1970-talet. Gruppmedlemmarna i Captain & Tennille var Toni Tennille och hennes make Daryl "Captain" Dragon. Captain & Tennille hade en stor hitlåt 1975 med en nyinspelning av Neil Sedakas låt Love Will Keep Us Together som var den bäst säljande låten i USA det året.

## Biografi
Toni Tennille och Daryl Dragon var gifta åren 1974–2014, enligt Tennille därför att deras revisor hade sagt till dem att det vore bättre med tanke på skatteläget. Tennille och Dragon förblev vänner även efter det att deras äktenskap tog slut, även om Tennille i morgon-TV-programmet The Today Show på NBC våren 2016, i samband med lanseringen av hennes självbiografi, sagt att anledningen till deras skilsmässa var Dragons "oförmåga att vara kärleksfull". Paret hade först träffats i San Francisco 1971.
Toni Tennille spelade elpiano med The Beach Boys under gruppens turné 1972. Som bakgrundssångerska medverkade hon på Elton Johns album Caribou från 1974 och Pink Floyds album The Wall från 1979.